# Diluviicola
Diluviicola — рід грибів родини Pseudoproboscisporaceae. Назва вперше опублікована 1998 року.

## Класифікація
До роду Diluviicola відносять 1 вид:
- Diluviicola capensis